# Рипальта-Кремаска
Рипальта-Кремаска (итал. Ripalta Cremasca) — коммуна в Италии, располагается в регионе Ломбардия, подчиняется административному центру Кремона.
Население составляет 3062 человека, плотность населения составляет 278 чел./км². Занимает площадь 11 км². Почтовый индекс — 26010. Телефонный код — 0373.